# The Last Stop in Yuma County
The Last Stop in Yuma County és una pel·lícula de thriller criminal neowestern estatunidenca del 2023 escrita i dirigida per Francis Galluppi en el seu debut com a director. És protagonitzada per Jim Cummings, Jocelin Donahue, Richard Brake, Faizon Love i Michael Abbott Jr. S'ha subtitulat al català.
The Last Stop in Yuma County es va estrenar al Fantastic Fest el 23 de setembre de 2023 i va rebre una estrena limitada a les sales als Estats Units abans de ser llançada a plataformes digitals el 10 de maig de 2024 per Well Go USA Entertainment.

## Argument
En una ubicació remota del desert del comtat de Yuma (Arizona), als anys 70, un venedor ambulant de ganivets s'atura a una estació de servei. Vernon, l'encarregat de l'estació i del motel, li informa que les bombes de l'estació estan seques i que no hi ha altres estacions de servei  a més de  160 kilòmetres, però que s'espera que arribi aviat un camió de repostar. A la ràdio, el venedor s'assabenta d'un robatori a un banc abans d'aquell matí a Buckeye, on els lladres van fugir amb aproximadament 700.000 dòlars en un Ford Pinto verd amb la part posterior danyada. Charlotte, una cambrera del restaurant proper, és deixada pel seu marit Charlie, que és el xèrif local; ella obre el menjador i dóna la benvinguda al venedor. En conversa amb Charlotte, ell esmenta que va de camí a Carlsbad (Califòrnia), per l'aniversari de la seva filla Sarah.
Poc després, els dos lladres de bancs, Travis i Beau, passen per l'enfonsament d'un camió d'avituallament i arriben en un Pinto verd, que el venedor reconeix que coincideix amb la descripció del cotxe que es va escapar del robatori de Buckeye. Comunica les seves sospites a Charlotte, que intenta trucar al seu marit a la comissaria de policia, però Beau s'avança i talla el cable telefònic abans que Charlotte pugui dir una paraula al xèrif. Els lladres l'obliguen a ella i al venedor a punta de pistola a continuar comportant-se amb normalitat, fins que arriba el camió de repostar o algú més amb prou combustible al cotxe passa per aquí. Sense que tothom ho sàpiga, el camió no arribarà mai perquè s'ha sortit de la carretera i es troba bolcat a alguns quilòmetres de distància.
Charlie fa que el seu adjunt, Gavin, vingui al menjador per recollir cafè per a la comissaria de policia i Charlotte intenta fer-li una petició d'ajuda sobre una tapa de cafè, però el cafè s'aboca amb la tapa sense veure'l quan Gavin xoca amb Travis. Mentrestant, s'uneixen al venedor i Charlotte al menjador una parella d'ancians de Texas, una parella de joves aspirants a delinqüents anomenats Miles i Sybil, i el ramader local Pete. Amb el dipòsit de combustible del vehicle d'en Pete gairebé ple, Beau i Travis intenten obligar-lo a donar-los les claus del seu cotxe, però amb diverses persones al menjador portant una arma de foc, es desenvolupa unes tables mexicanes. Pete intenta negociar una sortida a l'atzucac. Tanmateix, Charlotte apunyala Beau amb un ganivet, la qual cosa provoca un tiroteig en el qual maten tothom excepte el venedor i Sybil. Sybil dispara al venedor, i aquest aconsegueix apunyalar-la per defensar-se.
El venedor decideix agafar el botí dels lladres del maleter del Pinto i treu una mica de combustible del camió d'en Pete. Abans de marxar amb el seu propi Toyota és interromput per una parella jove amb un nadó que arriba al lloc dels fets. En una baralla posterior, el venedor acaba matant-los a tots dos i, sense que ell sàpiga, disparant al seu dipòsit de gasolina. El venedor deixa el nadó plorant al cotxe de la parella i marxa amb un rastre de gasolina vessaea darrere seu. Arriben el xèrif i l'ajudant i descobreixen la carnisseria. Buscant venjança per l'assassinat de la seva dona, el xèrif rastreja el venedor que fuig, el cotxe del qual s'ha quedat sense gasolina prop del bolcament del camió de repostar. El xèrif dubta de les afirmacions d'innocència del venedor i dispara al venedor mentre fuig. Just abans de rebre un tret a l'intestí, el venedor encén un rastre de gas que destrueix el camió de combustible, suposadament matant el xèrif. El venedor s'enfonsa a la seva bossa de diners mentre els bitllets surten al vent.

## Repartiment
- Jim Cummings com a venedor de ganivets
- Jocelin Donahue om a Charlotte
- Sierra McCormick com a Sybil
- Nicholas Logan com a Travis
- Michael Abbott Jr. com a Charlie
- Connor Paolo com a Gavin
- Alex Essoe com a Sarah
- Robin Bartlett com a Earline
- Jon Proudstar com a Pete
- Sam Huntington com a David
- Ryan Masson com a Miles
- Barbara Crampton com a Virginia
- Gene Jones com a Robert
- Faizon Love com a Vernon
- Richard Brake com a Beau
- Robert Broski com a camioner

## Producció
La pel·lícula va ser un projecte de passió per a Francis Galluppi, que va passar anys intentant fer-la. Després d'un acord amb una productora no va sortir a causa de les diferents visions entre Galluppi i la companyia, el productor executiu James Claeys es va oferir a vendre la seva pròpia casa per finançar la pel·lícula i, tot i que Galluppi no estava segur al principi, finalment va acceptar l'oferta de Claeys. Galluppi va rodar la pel·lícula al llarg de 20 dies amb un pressupost d'un milió de dòlars. Abans de treballar al cinema, Galluppi va tenir una carrera musical que va implicar molts viatges i sovint va descriure la sensació recurrent de ser un "peix fora de l'aigua" quan entrava a establiments de petites zones poc poblades i va assenyalar que el projecte es va reunir quan va trobar un menjador al Four Aces Movie Ranch de Palmdale (Califòrnia) mentre buscava els exteriors.

## Estrena
The Last Stop in Yuma County es va estrenar al Fantastic Fest el 23 de setembre de 2023. La pel·lícula va tenir una estrena limitada a les sales i es va estrenar a les plataformes digitals el 10 de maig de 2024 per Well Go USA Entertainment.

## Mitjans domèstics
The Last Stop in Yuma County es va publicar en Blu-ray el 16 de juliol de 2024 als Estats Units per Well Go USA. Aquest llançament conté la pel·lícula, juntament amb tres comentaris d'àudio, un llargmetratge de making-of i el tràiler cinematogràfic de la pel·lícula. Arrow Video va estrenar la pel·lícula en Blu-ray el 17 de febrer de 2025 al Regne Unit. Aquest llançament conté totes les funcions addicionals del llançament anterior, juntament amb una entrevista addicional amb Galluppi, un assaig visual i un escrit sobre la pel·lícula.

## Recepció

### Taquilla
A Amèrica del Nord (Canadà, Estats Units i Puerto Rico), The Last Stop in Yuma County va recaptar 41.520 dòlars en 45 cinemes durant el seu primer cap de setmana, i va quedar en el lloc 29 en el rànquing de taquilla. El maig de 2024, va constituir el 100% dels ingressos de la pel·lícula a tot el món.

### Resposta crítica
Al lloc web de l'agregador de ressenyes Rotten Tomatoes, el 96% de les 69 ressenyes dels crítics són positives, amb una valoració mitjana de 7,9/10. El consens del lloc web diu: "Un thriller de crim intel·ligent i ben construït amb alguns girs nous, The Last Stop in Yuma County marca l'escriptor i director Francis Galluppi com un talent per veure". Sam Raimi va elogiar la pel·lícula que el va portar a acostar-se a Galluppi per contractar-lo per dirigir una nova pel·lícula a la franquícia Evil Dead. Va participar al LVI Festival Internacional de Cinema Fantàstic de Catalunya, on va guanyar el Premi Òrbita al millor llargmetratge.